# Нусти
Нусти́ (фр. Nousty) — коммуна во Франции, находится в регионе Аквитания. Департамент — Атлантические Пиренеи. Входит в состав кантона Валле-де-л’Ус и дю Лагуэн. Округ коммуны — По.
Код INSEE коммуны — 64419.

## География
Коммуна расположена приблизительно в 660 км к югу от Парижа, в 180 км южнее Бордо, в 14 км к востоку от По.
По территории коммуны протекает река Ус.

### Климат
Климат тёплый океанический. Зима мягкая, средняя температура января — от +5°С до +13°С, температуры ниже −10 °C бывают редко. Снег выпадает около 15 дней в году с ноября по апрель. Максимальная температура летом порядка 20-30 °C, выше 35 °C бывает очень редко. Количество осадков высокое, порядка 1100 мм в год. Характерна безветренная погода, сильные ветры очень редки.

## Население
Население коммуны на 2010 год составляло 1493 человека.
| 1962 | 1968 | 1975 | 1982 | 1990 | 1999 | 2010 |
| ---- | ---- | ---- | ---- | ---- | ---- | ---- |
| 507  | 539  | 578  | 610  | 672  | 740  | 1493 |

## Администрация
| Период | Период | Фамилия           | Партия | Примечания |
| ------ | ------ | ----------------- | ------ | ---------- |
| 1971   | 1984   | Жан Сарту         |        |            |
| 1984   | 1995   | Ансельм Бернадетс |        |            |
| 1995   | 2014   | Ален Нугес        |        |            |
| 2014   | 2020   | Клод Борд-Белак   |        |            |

## Экономика
В 2010 году среди 943 человек трудоспособного возраста (15-64 лет) 746 были экономически активными, 197 — неактивными (показатель активности — 79,1 %, в 1999 году было 73,3 %). Из 746 активных жителей работали 710 человек (372 мужчины и 338 женщин), безработных было 36 (13 мужчин и 23 женщины). Среди 197 неактивных 76 человек были учениками или студентами, 64 — пенсионерами, 57 были неактивными по другим причинам.

## Достопримечательности
- Церковь Св. Иулиана (1847 год)[4]

## Фотогалерея
- Нусти
- Общественная прачечная